# Прозрачность среды

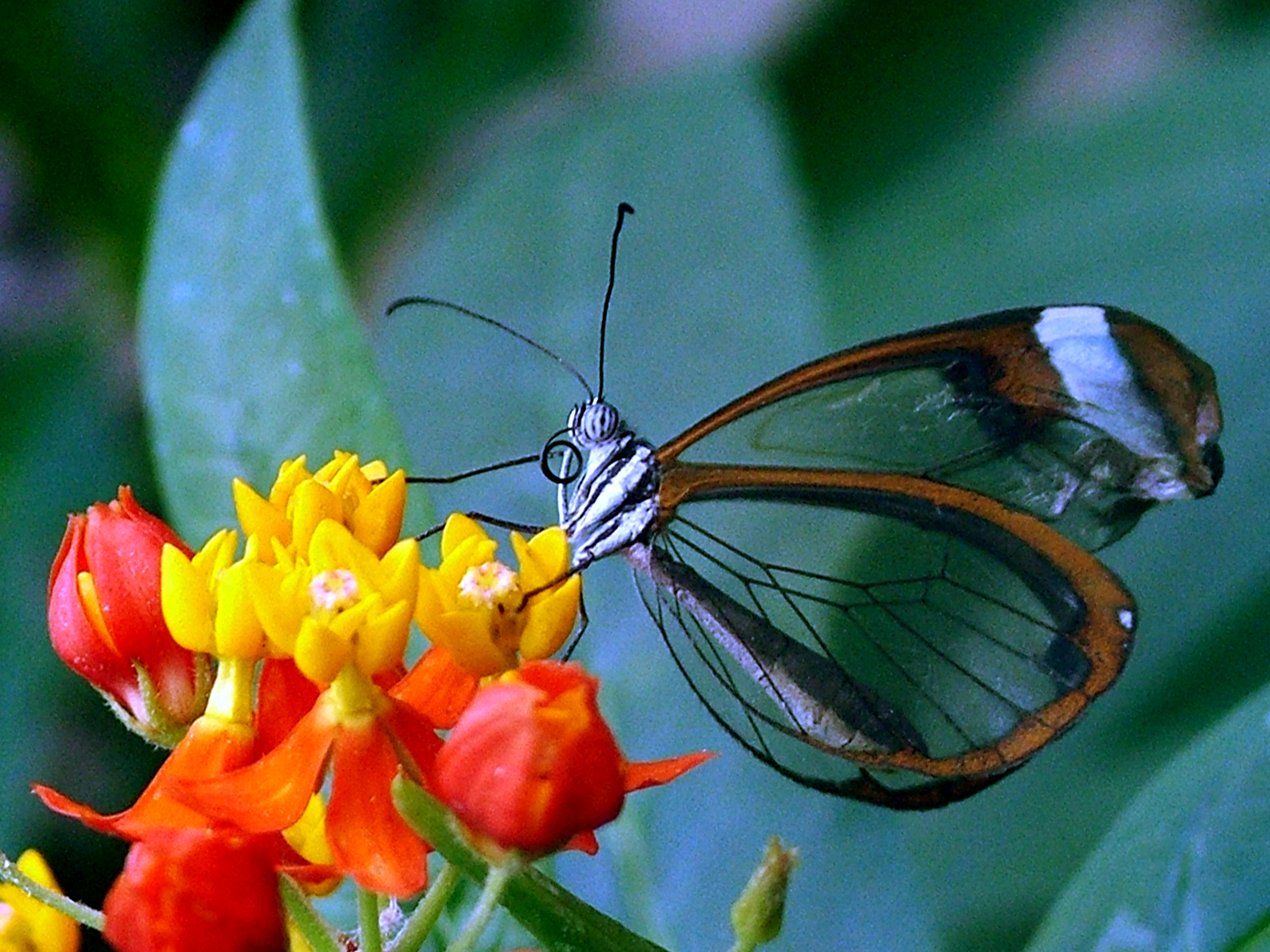
Бабочка с прозрачными крыльями.

Прозра́чность среды́ — свойство вещества направленно пропускать свет; характеризуется отношением величины потока излучения {\displaystyle I}, прошедшего без изменения направления через слой среды единичной толщины, к величине потока излучения {\displaystyle I_{0}}, вошедшего в эту среду в виде параллельного пучка (то есть при исключении влияния поверхностей раздела). Зависит от степени отражения, поглощения и рассеяния света веществом.
Высокую прозрачность имеют среды с направленным пропусканием излучения, поэтому прозрачность отличается от пропускания вообще: высокорассеивающая неоднородная среда, например, лист бумаги, образованной прозрачными волокнами целлюлозы, непрозрачен, хотя отношение прошедшего потока света к падающему потоку велико.

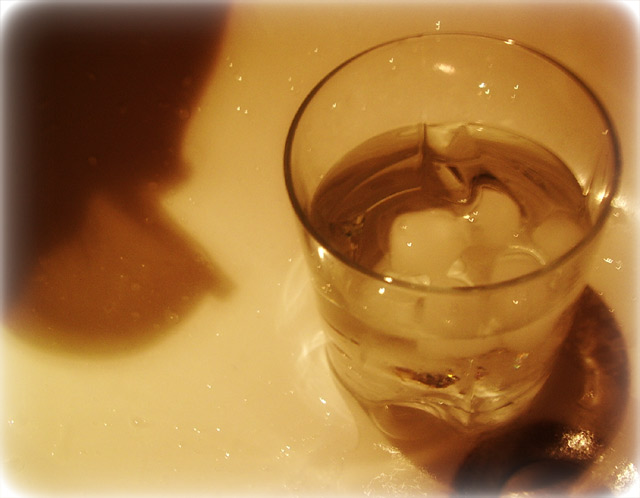
Прозрачные предметы могут создавать тень.

Прозрачность зависит от длины волны излучения; применительно к монохроматическому излучению говорят о монохроматической прозрачности, по отношению к излучению в определённом спектральном диапазоне — о прозрачности в данном диапазоне (например, радиопрозрачность). При использовании термина прозрачность без упоминания среды обычно подразумевается прозрачность для светового излучения в видимом диапазоне.

## Механизм прозрачности
Электромагнитная волна воздействует на заряды в атомах и молекулах вещества так, что те начинают собственные колебания и переизлучают её, отражая или преломляя волновой фронт.
Атомы поглощают и излучают электромагнитное излучение на определённых длинах волн — спектральных линиях. Поглощение и последующее переизлучение при тепловом движении атомов из-за эффекта Доплера приводит к смещению и «размытию» линий в спектре.
Коэффициент прозрачности для отверстий диаметром порядка длины волны может быть больше единицы, предположительно из-за резонанса прозрачности.

## Прозрачность различных веществ

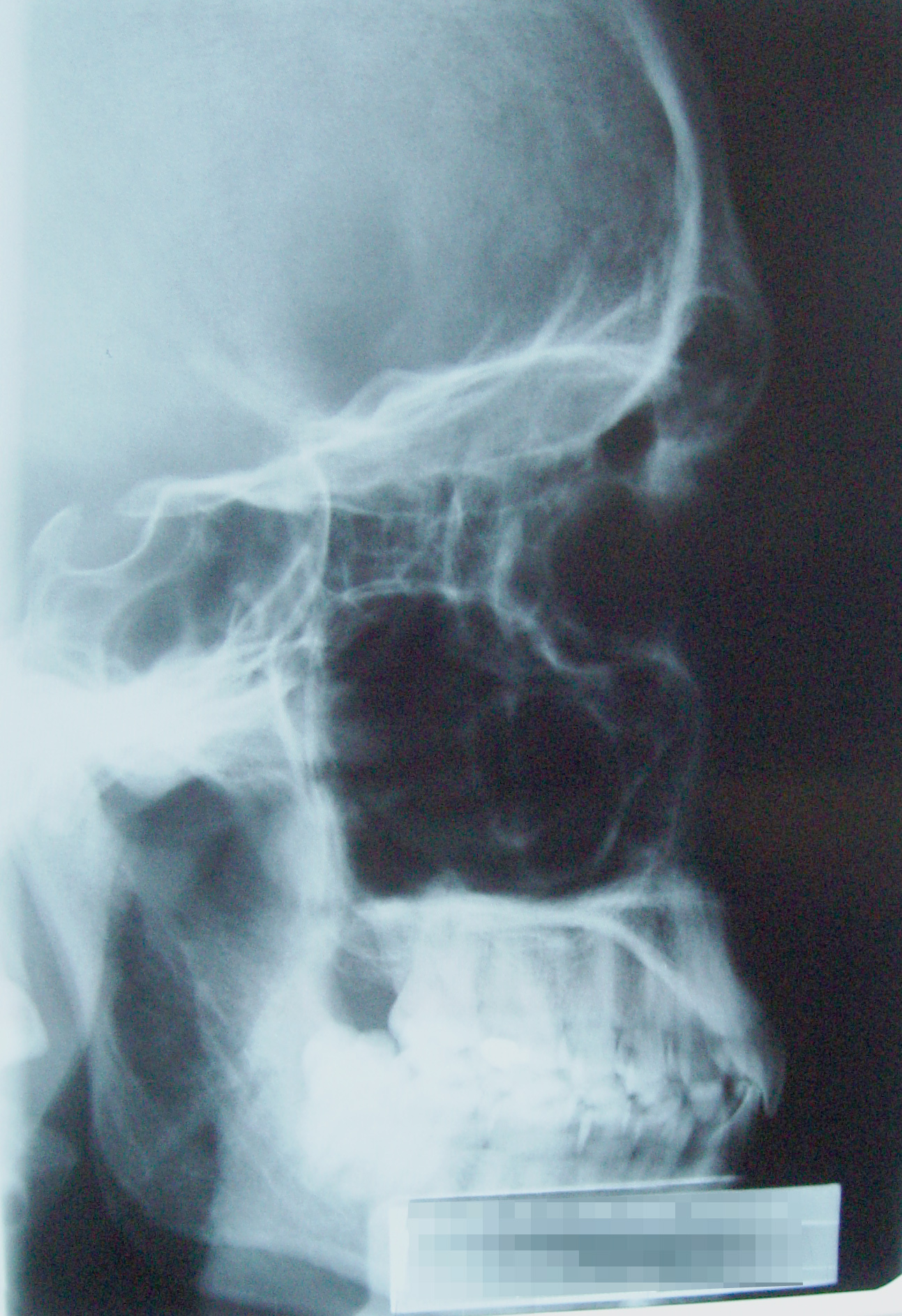
Рентгеновский снимок головы

Высокой прозрачностью в оптическом диапазоне обладает большинство газов и однородные неокрашенные диэлектрики в конденсированном состоянии, так, например, в слое толщиной 1 см прозрачность оптического кварцевого стекла составляет 0.999, других оптических стёкол — 0.99-0.995.
Металлы также прозрачны в тонких слоях, поэтому тонкие плёнки металлов (обычно полученные путём напыления на прозрачный материал) используют в качестве затемняющих светофильтров.
В некоторых случаях прозрачность материала зависит от интенсивности проходящего света, такие материалы называют фототропными и фотохромными. (см. например Очки-«хамелеоны»)
Прозрачность воды является важной характеристикой в гидрологии.
Чем сложнее полимеры (ароматические кольца, кратные связи, гетероатомы), тем меньше в их спектрах «окон прозрачности».

### Прозрачность атмосферы
Прозрачность атмосферы зависит от содержания в ней пара и пыли, при этом для её описания используют фактор мутности. Молекулярная дымка атмосферы рассеивает свет с интенсивностью, обратно пропорциональной 4-й степени длины волны (наиболее интенсивна в коротковолновой, сине-фиолетовой части видимого спектра).